# 黑點無鬚魮
黑點無鬚魮（学名：Puntius filamentosus）為輻鰭魚綱鯉形目鯉科的其中一個種。

## 分布
本魚分布於印度的溪流中。

## 特徵
本魚幼魚魚體修長，魚體側面呈金褐色，有三條寬直條紋。成魚身上的直條紋基本上會消失，只留下臀鰭上方側面的一個黑斑。成魚身體變寬，顏色變成銀色中透檸檬綠。背鰭的前幾枚鰭條延伸出一些絲條，尾鰭上下葉尖端為紅色。體長可達18公分。

## 生態
本魚棲息在溪流、湖泊或池塘，屬雜食性，性情溫和。

## 經濟利用
為觀賞性魚類，繁殖力極強，可以在水溫15℃的水中生存。